# Carney (Michigan)
Carney – wieś w Stanach Zjednoczonych, w stanie Michigan, w hrabstwie Menominee.